# 155P/Shoemaker
155P/Shoemaker 3, komet Jupiterove obitelji. 